# Saint-Laurent (Ardeny)
Saint-Laurent – miejscowość i gmina we Francji, w regionie Grand Est, w departamencie Ardeny.
Według danych na rok 1990 gminę zamieszkiwały 902 osoby, a gęstość zaludnienia wynosiła 212 osób/km².